# كارمن بارت
كارمن بارت (بالإنجليزية: Carmen Barth)‏ (13 سبتمبر 1912 – 17 سبتمبر 1985) هو ملاكم أمريكي راحل، مثّل بلاده في الألعاب الأولمبية الصيفية 1932.

## روابط خارجية
كارمن بارت على موقع بوكس ريك (الإنجليزية) (registration required)
- كارمن بارت على موقع أوليمبيديا (الإنجليزية)